# Iulian Miu
Iulian Ilie Miu (n. 21 ianuarie 1976, Roșiori de Vede, Teleorman, România) este un fotbalist român retras din activitate, care a jucat pe post de fundaș lateral la echipe ca Steaua București, Bursaspor și Foresta Fălticeni. Pe plan internațional, are prezențe la națională pentru România.
După retragerea din activitate a devenit comentator-analist la diferite posturi de televiziune, între care Orange Sport. Din 2019, este team manager la grupele de copii și juniori de la CSA Steaua București.

## Meciuri la națională
- România -  Georgia 1-1
- România -  Slovenia 1-2
- România -  Slovenia 1-1
- România -  Grecia 0-1
- România -  Luxemburg 7-0
- România -  Lituania 1-0
- România -  Bosnia-Herțegovina 2-0
- România -  Italia 0-1

Participant la Campionatul European de tineret din 1998, disputat la București.